# Miguel Agustín Pro
José Ramón Miguel Agustín Pro Juárez (Guadalupe, 13 gennaio 1891 – Città del Messico, 23 novembre 1927) è stato un presbitero e gesuita messicano, beatificato da papa Giovanni Paolo II nel 1988. Miguel Pro svolse la sua missione durante la persecuzione anticattolica del governo messicano, di ispirazione massonica, negli anni venti. Fu fucilato senza processo, a causa della sua attività pastorale, nel 1927.

## Biografia

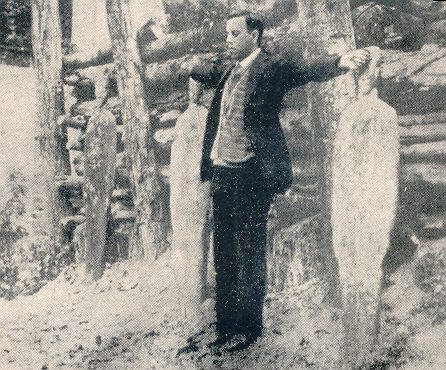
L'esecuzione di Miguel Agustín Pro, nel 1927.

Nasce a Guadalupe il 13 gennaio 1891. Il padre è un ingegnere minerario e Miguel, accompagnandolo a volte in miniera, inizia a sviluppare un'acuta sensibilità ai problemi sociali.
Le due sorelle maggiori pronunciano i voti religiosi e lo stesso Miguel, nel 1911, entra come novizio nella Compagnia di Gesù. Il 30 agosto 1925 viene ordinato sacerdote a Enghien, in Belgio, e l'anno successivo torna in Messico, dove è in corso una feroce persecuzione anticlericale.
Senza tener conto dei rischi, svolge clandestinamente un'intensa attività assistenziale e pastorale, giungendo a distribuire anche 1500 comunioni quotidiane. Accompagnandosi con la chitarra, grazie alle canzoni e all'umorismo conquista l'attenzione della gente.
Nel 1927 viene arrestato con la falsa accusa di aver partecipato a un attentato contro il generale Álvaro Obregón, candidato alla presidenza repubblicana, mentre in realtà Miguel è sempre stato contrario all'uso della violenza. Senza processo, e ignorando le testimonianze in favore della sua innocenza, il 23 novembre 1927 è portato davanti al plotone di esecuzione: le sue ultime parole prima della fucilazione sono "Viva Cristo Re". Al suo funerale, a Città del Messico, sfilano ventimila persone, nonostante il divieto delle autorità.